# Kraftwerk Belver
Das Kraftwerk Belver (portugiesisch Barragem de Belver) ist ein Laufwasserkraftwerk am Tejo. Es liegt in der Region Mitte Portugals im Distrikt Portalegre. Der Tejo bildet an dieser Stelle die Grenze zwischen den Distrikten Portalegre und Santarém. Die namensgebende Gemeinde Belver befindet sich etwa zwei Kilometer flussaufwärts.
Mit dem Projekt zur Errichtung des Kraftwerks wurde im Jahre 1945 begonnen. Der Bau wurde 1952 fertiggestellt. Das Kraftwerk ist im Besitz von HIDROTEJO.

## Absperrbauwerk
Das Absperrbauwerk ist eine Gewichtsstaumauer aus Beton mit einer Höhe von 21 (bzw. 30) m über der Gründungssohle. Die Mauerkrone liegt auf einer Höhe von 47,5 m über dem Meeresspiegel. Die Länge der Mauerkrone beträgt 327,5 (bzw. 440) m. Das Volumen des Bauwerks beträgt 90.000 m³.
Die Staumauer unterteilt sich in ein Maschinenhaus auf der rechten Flussseite und eine Wehranlage mit der Hochwasserentlastung, bestehend aus 10 Toren, über die maximal 18.000 m³/s abgeführt werden können. Das Bemessungshochwasser liegt bei 18.000 m³/s.

## Stausee
Beim normalen Stauziel von 46,15 m (maximal 47,15 m bei Hochwasser) erstreckt sich der Stausee über eine Fläche von rund 2,86 km² und fasst 12,5 Mio. m³ Wasser – davon können 7,5 (bzw. 8,5) Mio. m³ genutzt werden. Das minimale Stauziel, bei dem die Maschinen noch betrieben werden können, liegt bei 41 m.

## Kraftwerk
Das Kraftwerk Belver ist mit einer installierten Leistung von 80,7 MW eines der kleineren Wasserkraftwerke in Portugal. Zum Zeitpunkt der Inbetriebnahme 1951 hatte das Kraftwerk eine installierte Leistung von 32 MW; es waren 4 Maschinen installiert. In den Jahren 1971 und 1984 wurde jeweils eine weitere Maschine in Betrieb genommen. Die durchschnittliche Jahreserzeugung liegt bei 176 (bzw. 180 oder 220) Mio. kWh.

### Maschinen
Es sind insgesamt sechs Kaplan-Turbinen mit unterschiedlicher Leistung installiert. Die folgende Tabelle gibt einen Überblick:
| Maschine | Nenndrehzahl (1/min) | Turbine (MW) | Generator (MVA) | Transformator (MVA) |
| -------- | -------------------- | ------------ | --------------- | ------------------- |
| 1        | 167                  | 8,091        | 11              | 22                  |
| 2        | 167                  | 8,091        | 11              | 22                  |
| 3        | 167                  | 8,091        | 11              | 22                  |
| 4        | 167                  | 8,091        | 11              | 22                  |
| 5        | 125                  | 15,997       | 20              | 20                  |
| 6        | 100                  | 35,304       | 31              | 36,3                |

Die maximale Fallhöhe beträgt 15,2 m. Der maximale Durchfluss liegt bei 798 m³/s.
Die Generatoren haben eine Nennspannung von 6,3 kV. In der Schaltanlage, die sich auf der rechten Flussseite befindet, wird die Generatorspannung von 6,3 kV mittels Leistungstransformatoren auf 63,6 kV hochgespannt.